# Homem Prepúcio
Homem Prepúcio (em inglês:  Foreskin Man) é uma revista em quadrinhos criada por Matthew Hess para protestar contra a circuncisão. A história em quadrinhos é centrada em Foreskin Man, um super-herói que salva bebês de serem circuncidados e luta contra seus possíveis circuncisadores.
Foreskin Man foi criado por Matthew Hess, o autor de um projeto de lei proposto para proibir circuncisões medicamente desnecessárias de menores, durante uma campanha de 2010–2011 para proibir esse procedimento em São Francisco. O quadrinho recebeu críticas de defensores de ambos os lados do debate sobre circuncisão por seu suposto uso de imagens antissemitas.

## Contexto
Em 2010, intactivists (ativistas contra a circuncisão infantil) começaram uma iniciativa para colocar uma medida na cédula de votação de novembro de 2011 de São Francisco que proibiria todas as circuncisões não medicamente necessárias de menores. O esforço foi liderado pelo grupo intactivist Bay Area Intactivists, que usou um projeto de lei cujo texto foi escrito por Matthew Hess, o fundador do site intactivist MGMbill.org de San Diego (MGM sendo uma sigla para "Male Genital Mutilation" (mutilação genital masculina), um termo usado por alguns intactivists para denunciar a circuncisão). Hess também publicou Foreskin Man, uma história em quadrinhos sobre um super-herói que luta contra circuncisadores e salva bebês deles. Na história em quadrinhos, que atualmente tem sete edições, o super-herói Foreskin Man luta contra inimigos e salva meninos de circuncisões em uma variedade de situações, incluindo circuncisões hospitalares, circuncisões religiosas e circuncisões tribais.

## Trama
O alter ego de Foreskin Man é Miles Hastwick, um ex-cientista corporativo agora curador do Museu da Integridade Genital. Ele é totalmente contra a prática da circuncisão. Na primeira edição, Hastwick surge com o alter ego de Foreskin Man para lutar contra os praticantes da circuncisão e "o lobby pró-circuncisão", que ele sente que ganharam muito poder por meio de "todos os médicos e advogados bem relacionados". Na segunda edição, Foreskin Man encontra e luta contra um "Monstro Mohel". Na terceira edição da história em quadrinhos, ele se junta a uma heroína feminina, apelidada de "Vulva Girl", que luta para se opor à mutilação genital feminina. Juntos, eles viajam para o Quênia para impedir as circuncisões tribais. Na quarta edição, ele viaja para a Turquia para impedir que o filho adolescente de uma dançarina do ventre receba uma circuncisão islâmica. A quinta edição mostra-o a lutar contra o chefe de uma empresa que recolhe prepúcios para uso em cosméticos e, na sexta edição, vai às Filipinas para interromper um rito tuli.

## Acusações de antissemitismo
Na segunda edição do quadrinho, Foreskin Man comparece a um Brit milá e luta contra um "Monstro Mohel". Essas imagens atraíram críticas de ambos os lados do debate sobre a circuncisão. Abby Porth, do Jewish Community Relations Council, chamou o quadrinho de "profundamente alarmante" e destacou que "Monster Mohel" foi retratado de uma forma que lembrava imagens usadas pelos nazistas na propaganda antissemita. A União Americana pelas Liberdades Civis (American Civil Liberties Union) do Norte da Califórnia argumentou em um amicus curiae contra a proibição que Foreskin Man era uma evidência de que a iniciativa foi realmente motivada pelo antissemitismo. Nancy Appel, da Liga Antidifamação (Anti-Defamation League), afirmou que o quadrinho havia "polarizado e isolado, e que as pessoas que poderiam estar dispostas a ouvir seu lado estão simplesmente enojadas".
Além de ser denunciado por defensores da circuncisão, Foreskin Man também foi criticado por ativistas contra a prática. Lloyd Schofield, o líder da iniciativa para colocar a proibição da circuncisão na votação, chamou o quadrinho de "uma distração na melhor das hipóteses", descreveu-o como "inflamatório e 180 graus diferente da direção que queremos seguir", e queria que Hess o removesse do MGMBill.org.
Em resposta às críticas, Hess afirmou que sua história em quadrinhos não se concentrava no judaísmo; em vez disso, tratava de uma variedade de cenários e circuncisões, incluindo circuncisões realizadas por médicos, circuncisões religiosas e circuncisões tribais.